# Kotolte, Chamula
Kotolte är en ort i Mexiko.   Den ligger i kommunen Chamula och delstaten Chiapas, i den sydöstra delen av landet, 800 km öster om huvudstaden Mexico City. Kotolte ligger 2 425 meter över havet och antalet invånare är 888.
Terrängen runt Kotolte är kuperad åt sydost, men åt nordväst är den bergig. Runt Kotolte är det tätbefolkat, med 530 invånare per kvadratkilometer. Närmaste större samhälle är San Cristóbal de las Casas, 13,2 km sydväst om Kotolte. Omgivningarna runt Kotolte är en mosaik av jordbruksmark och naturlig växtlighet.